# Ali Zein
Aly Zein Mohamed (nascido em 14 de dezembro de 1990) é um handebolista egípcio que integrou a seleção egípcia nos Jogos Olímpicos de Verão de 2016 no Rio de Janeiro, onde a equipe ficou em nono lugar. Atua como armador esquerdo e joga pelo clube Al Jazira Club.